# Hibiscus kokio
Hibiscus kokio Hillebr. ex Wawra (kokiʻo o kokiʻo ʻula  - "rosso kokiʻo" - in lingua hawaiana) è una pianta appartenente alla famiglia delle Malvacee, nativa delle isole Hawaii.

## Descrizione
Si sviluppa in forma di arbusto o di piccolo albero alto da 3 a 7 m con fiori di color arancione o, raramente, giallo.

## Tassonomia
Sono note due sottospecie:
- H. k. kokio, presente sia nelle foreste pluviali delle Hawaii che in quelle aride, nelle isole di Kauaʻi, Oʻahu, Maui e probabilmente  Hawaiʻi, ad un'altezza sul livello del mare tra i 100 e gli 800 m;[2]
- H. k. saintjohnianus sull'isola di Kauaʻi ad un'altitudine s.l.m. da 150 a 900 m[3]